# Mariana Díaz-Oliva
Pour les articles homonymes, voir Diaz.
Mariana Díaz Oliva (née le 11 mars 1976 à Buenos Aires) est une joueuse de tennis argentine, professionnelle de 1992 à 2006.
Pendant sa carrière, elle a remporté un titre WTA en simple, à Palerme en 2002.
Mariana Diaz-Oliva a enfin régulièrement représenté son pays en Fed Cup de 1997 à 2006, et même en avril 2007, cinq mois après avoir disputé son dernier match officiel.

## Palmarès

### Titre en simple dames
| No | Date       | Nom et lieu du tournoi            | Catégorie | Dotation  | Surface      | Finaliste      | Score          |          |
| -- | ---------- | --------------------------------- | --------- | --------- | ------------ | -------------- | -------------- | -------- |
| 1  | 08/07/2002 | Internazionali Femminili, Palerme | Tier V    | 110 000 $ | Terre (ext.) | Vera Zvonareva | 6-76, 6-1, 6-3 | Parcours |

### Finales en simple dames
| No | Date       | Nom et lieu du tournoi            | Catégorie | Dotation  | Surface      | Vainqueure       | Score         |          |
| -- | ---------- | --------------------------------- | --------- | --------- | ------------ | ---------------- | ------------- | -------- |
| 1  | 30/04/2001 | Croatian Ladies Open, Bol         | Tier III  | 170 000 $ | Terre (ext.) | Angeles Montolio | 3-6, 6-2, 6-4 | Parcours |
| 2  | 24/02/2003 | Abierto Mexicano Pegaso, Acapulco | Tier III  | 170 000 $ | Terre (ext.) | Amanda Coetzer   | 7-5, 6-3      | Parcours |

### Titre en double dames
Aucun

### Finales en double dames
| No | Date       | Nom et lieu du tournoi                  | Catégorie | Dotation  | Surface    | Vainqueures                         | Partenaire       | Score         |          |
| -- | ---------- | --------------------------------------- | --------- | --------- | ---------- | ----------------------------------- | ---------------- | ------------- | -------- |
| 1  | 25/09/2006 | Hansol Korea Tennis Championships Séoul | Tier IV   | 145 000 $ | Dur (ext.) | Virginia Ruano Pascual Paola Suárez | Chuang Chia-Jung | 6-2, 6-3      | Parcours |
| 2  | 09/10/2006 | PTT Open Bangkok                        | Tier III  | 200 000 $ | Dur (ext.) | Vania King Jelena Kostanić          | Natalie Grandin  | 7-5, 2-6, 7-5 | Parcours |

## Parcours en Grand Chelem

### En simple dames
| Année | Open d'Australie | Open d'Australie    | Internationaux de France | Internationaux de France | Wimbledon       | Wimbledon        | US Open         | US Open          |
| ----- | ---------------- | ------------------- | ------------------------ | ------------------------ | --------------- | ---------------- | --------------- | ---------------- |
| 1997  | -                | -                   | 1er tour (1/64)          | Chanda Rubin             | 1er tour (1/64) | Iva Majoli       | 1er tour (1/64) | Rika Hiraki      |
| 1998  | 1er tour (1/64)  | Barbara Schett      | 3e tour (1/16)           | Iva Majoli               | 2e tour (1/32)  | Samantha Smith   | 1er tour (1/64) | Jacqueline Trail |
| 1999  | 1er tour (1/64)  | A. Serra Zanetti    | 2e tour (1/32)           | Serena Williams          | 2e tour (1/32)  | Mirjana Lučić    | -               | -                |
| 2000  | 1er tour (1/64)  | Jelena Kostanić     | -                        | -                        | -               | -                | -               | -                |
| 2001  | 2e tour (1/32)   | Mary Pierce         | 2e tour (1/32)           | Kim Clijsters            | 1er tour (1/64) | Jennifer Hopkins | 1er tour (1/64) | Henrieta Nagyová |
| 2002  | 2e tour (1/32)   | Martina Suchá       | 1er tour (1/64)          | Rita Grande              | 1er tour (1/64) | Nathalie Dechy   | 1er tour (1/64) | Virginie Razzano |
| 2003  | 1er tour (1/64)  | Ľudmila Cervanová   | -                        | -                        | -               | -                | -               | -                |
| 2004  | 2e tour (1/32)   | Fabiola Zuluaga     | 1er tour (1/64)          | Ashley Harkleroad        | -               | -                | -               | -                |
| 2005  | 3e tour (1/16)   | Svetlana Kuznetsova | 2e tour (1/32)           | Elena Likhovtseva        | 2e tour (1/32)  | Jelena Janković  | 2e tour (1/32)  | Elena Dementieva |
| 2006  | 1er tour (1/64)  | Camille Pin         | 1er tour (1/64)          | C. Granados              | 1er tour (1/64) | Tatiana Golovin  | -               | -                |

À droite du résultat, l’ultime adversaire.

### En double dames
| Année | Open d'Australie              | Open d'Australie          | Internationaux de France      | Internationaux de France   | Wimbledon                     | Wimbledon                   | US Open                      | US Open                          |
| ----- | ----------------------------- | ------------------------- | ----------------------------- | -------------------------- | ----------------------------- | --------------------------- | ---------------------------- | -------------------------------- |
| 1998  | 1er tour (1/32) Sandra Klösel | K. Guse R. McQuillan      | -                             | -                          | -                             | -                           | -                            | -                                |
| 2000  | -                             | -                         | -                             | -                          | -                             | -                           | 1er tour (1/32) L. Domínguez | Amy Frazier K. Schlukebir        |
| 2001  | 1er tour (1/32) María Vento   | Petra Mandula P. Wartusch | 1er tour (1/32) Petra Rampre  | J. Capriati Ai Sugiyama    | 2e tour (1/16) C. Dhenin      | Kimberly Po N. Tauziat      | 2e tour (1/16) C. Dhenin     | K. Hrdličková B. Rittner         |
| 2002  | 1er tour (1/32) K. Marosi     | Kim Clijsters Ai Sugiyama | -                             | -                          | -                             | -                           | -                            | -                                |
| 2005  | -                             | -                         | 1er tour (1/32) Martina Suchá | Lisa Raymond Rennae Stubbs | 1er tour (1/32) Martina Suchá | E. Baltacha J. O'Donoghue   | 1er tour (1/32) María Andrés | Marta Marrero Ant. Serra Zanetti |
| 2006  | 1er tour (1/32) L. Dekmeijere | Amy Frazier Janet Lee     | 1er tour (1/32) Alicia Molik  | S. Arvidsson M. Müller     | 2e tour (1/16) N. Grandin     | A.-L. Grönefeld Shaughnessy | -                            | -                                |

Sous le résultat, la partenaire ; à droite, l’ultime équipe adverse.

### En double mixte
N'a jamais participé à un tableau final.

## Parcours aux Jeux olympiques

### En simple dames
| # | Date       | Nom de l'olympiade           | Surface    | Résultat        | Ultime adversaire   | Score    |          |
| - | ---------- | ---------------------------- | ---------- | --------------- | ------------------- | -------- | -------- |
| 1 | 15/08/2004 | Olympic Tennis Event Athènes | Dur (ext.) | 1er tour (1/32) | Svetlana Kuznetsova | 6-3, 6-3 | Parcours |

## Parcours en Fed Cup
| #                                                                           | Date       | Lieu                 | Surface         | Gagnante(s)                          | Perdante(s)                          | Score           |          |
|                                                                             |            |                      |                 |                                      |                                      |                 |          |
| 1997 - 1/4 de finale (groupe mondial II) - Corée du Sud - Argentine - 1 : 4 |            |                      |                 |                                      |                                      |                 |          |
| 1                                                                           | 01/03/1997 | Séoul                | Dur (ext.)      | Park Sung-hee                        | Mariana Díaz-Oliva                   | 6-3, 6-1        | Parcours |
| 1                                                                           | 01/03/1997 | Séoul                | Dur (ext.)      | Mariana Díaz-Oliva                   | Kim Eun-ha                           | 4-6, 6-3, 6-1   | Parcours |
|                                                                             |            |                      |                 |                                      |                                      |                 |          |
| 1998 - 1/4 de finale (groupe mondial II) - Argentine - Slovaquie - 1 : 4    |            |                      |                 |                                      |                                      |                 |          |
| 2                                                                           | 18/04/1998 | Buenos Aires         | Terre (ext.)    | Henrieta Nagyová                     | Mariana Díaz-Oliva                   | 6-2, 6-2        | Parcours |
| 2                                                                           | 18/04/1998 | Buenos Aires         | Terre (ext.)    | Karina Habšudová                     | Mariana Díaz-Oliva                   | 3-6, 6-2, 11-9  | Parcours |
|                                                                             |            |                      |                 |                                      |                                      |                 |          |
| 1998 - Barrage (groupe mondial II) - Australie - Argentine - 5 : 0          |            |                      |                 |                                      |                                      |                 |          |
| 3                                                                           | 25/07/1998 | ACT                  | Moquette (int.) | Jelena Dokić                         | Mariana Díaz-Oliva                   | 6-2, 6-2        | Parcours |
| 3                                                                           | 25/07/1998 | ACT                  | Moquette (int.) | Nicole Pratt                         | Mariana Díaz-Oliva                   | 6-3, 3-6, 6-4   | Parcours |
|                                                                             |            |                      |                 |                                      |                                      |                 |          |
| 1999 - Barrage (groupe mondial II) - Argentine - Australie - 0 : 3          |            |                      |                 |                                      |                                      |                 |          |
| 4                                                                           | 21/07/1999 | Amsterdam            | Dur (ext.)      | Alicia Molik                         | Mariana Díaz-Oliva                   | 4-6, 6-2, 7-5   | Parcours |
|                                                                             |            |                      |                 |                                      |                                      |                 |          |
| 1999 - Barrage (groupe mondial II) - Argentine - Roumanie - 2 : 1           |            |                      |                 |                                      |                                      |                 |          |
| 5                                                                           | 22/07/1999 | Amsterdam            | Dur (ext.)      | Mariana Díaz-Oliva                   | Raluca Sandu                         | 5-7, 6-3, 6-1   | Parcours |
|                                                                             |            |                      |                 |                                      |                                      |                 |          |
| 1999 - Barrage (groupe mondial II) - Argentine - Taïwan - 3 : 0             |            |                      |                 |                                      |                                      |                 |          |
| 6                                                                           | 23/07/1999 | Amsterdam            | Dur (ext.)      | Mariana Díaz-Oliva                   | Weng Tzu-Ting                        | 6-1, 6-2        | Parcours |
|                                                                             |            |                      |                 |                                      |                                      |                 |          |
| 2002 - 1er tour (groupe mondial) - Argentine - France - 2 : 3               |            |                      |                 |                                      |                                      |                 |          |
| 7                                                                           | 27/04/2002 | Buenos Aires         | Terre (ext.)    | Amélie Mauresmo                      | Mariana Díaz-Oliva                   | 7-5, 6-2        | Parcours |
| 7                                                                           | 27/04/2002 | Buenos Aires         | Terre (ext.)    | Nathalie Dechy                       | Mariana Díaz-Oliva                   | 6-2, 6-3        | Parcours |
|                                                                             |            |                      |                 |                                      |                                      |                 |          |
| 2002 - Barrage (groupe mondial I) - Hongrie - Argentine - 0 : 5             |            |                      |                 |                                      |                                      |                 |          |
| 8                                                                           | 20/07/2002 | Budapest             | Terre (ext.)    | Mariana Díaz-Oliva                   | Petra Mandula                        | 7-5, 6-2        | Parcours |
| 8                                                                           | 20/07/2002 | Budapest             | Terre (ext.)    | Mariana Díaz-Oliva                   | Zsofia Gubacsi                       | 4-6, 7-5, 6-3   | Parcours |
| 8                                                                           | 20/07/2002 | Budapest             | Terre (ext.)    | Mariana Díaz-Oliva Laura Montalvo    | Anikó Kapros Kyra Nagy               | 3-6, 6-4, 6-0   | Parcours |
|                                                                             |            |                      |                 |                                      |                                      |                 |          |
| 2004 - 1er tour (groupe mondial) - Argentine - Japon - 4 : 1                |            |                      |                 |                                      |                                      |                 |          |
| 9                                                                           | 24/04/2004 | Buenos Aires         | Terre (ext.)    | Mariana Díaz-Oliva Patricia Tarabini | Shinobu Asagoe Saori Obata           | 7-64, 6-74, 6-2 | Parcours |
|                                                                             |            |                      |                 |                                      |                                      |                 |          |
| 2004 - 1/4 de finale (groupe mondial) - Argentine - Russie - 1 : 4          |            |                      |                 |                                      |                                      |                 |          |
| 10                                                                          | 10/07/2004 | Buenos Aires         | Terre (ext.)    | Vera Zvonareva                       | Mariana Díaz-Oliva                   | 6-3, 6-0        | Parcours |
|                                                                             |            |                      |                 |                                      |                                      |                 |          |
| 2005 - 1/4 de finale (groupe mondial) - Espagne - Argentine - 3 : 2         |            |                      |                 |                                      |                                      |                 |          |
| 11                                                                          | 23/04/2005 | Jerez de la Frontera | Terre (ext.)    | Mariana Díaz-Oliva                   | Nuria Llagostera                     | 7-66, 6-4       | Parcours |
|                                                                             |            |                      |                 |                                      |                                      |                 |          |
| 2005 - Barrage (groupe mondial I) - Belgique - Argentine - 3 : 2            |            |                      |                 |                                      |                                      |                 |          |
| 12                                                                          | 09/07/2005 | Bree                 | Dur (ext.)      | Kim Clijsters                        | Mariana Díaz-Oliva                   | 6-1, 6-2        | Parcours |
| 12                                                                          | 09/07/2005 | Bree                 | Dur (ext.)      | Mariana Díaz-Oliva                   | Kirsten Flipkens                     | 6-2, 6-2        | Parcours |
| 12                                                                          | 09/07/2005 | Bree                 | Dur (ext.)      | Els Callens Kim Clijsters            | Mariana Díaz-Oliva Gisela Dulko      | 6-4, 3-6, 7-5   | Parcours |
|                                                                             |            |                      |                 |                                      |                                      |                 |          |
| 2006 - 1er tour (groupe mondial II) - Croatie - Argentine - 3 : 2           |            |                      |                 |                                      |                                      |                 |          |
| 13                                                                          | 22/04/2006 | Zagreb               | Moquette (int.) | Mariana Díaz-Oliva                   | Ivana Lisjak                         | 6-2, 3-6, 6-4   | Parcours |
| 13                                                                          | 22/04/2006 | Zagreb               | Moquette (int.) | Karolina Šprem                       | Mariana Díaz-Oliva                   | 6-4, 6-2        | Parcours |
| 13                                                                          | 22/04/2006 | Zagreb               | Moquette (int.) | Matea Mezak Karolina Šprem           | Maria-Jose Argeri Mariana Díaz-Oliva | 6-3, 6-3        | Parcours |
|                                                                             |            |                      |                 |                                      |                                      |                 |          |
| 2006 - Barrage (groupe mondial II) - Canada - Argentine - 3 : 2             |            |                      |                 |                                      |                                      |                 |          |
| 14                                                                          | 15/07/2006 | Edmonton             | Dur (ext.)      | Aleksandra Wozniak                   | Mariana Díaz-Oliva                   | 6-2, 6-4        | Parcours |
| 14                                                                          | 15/07/2006 | Edmonton             | Dur (ext.)      | Gisela Dulko Mariana Díaz-Oliva      | Sharon Fichman Marie-Ève Pelletier   | 7-5, 6-4        | Parcours |

## Classements WTA en fin de saison

### En simple
| Année | 1992 | 1993 | 1994 | 1995 | 1996 | 1997 | 1998 | 1999 | 2000 | 2001 | 2002 | 2003 | 2004 | 2005 | 2006 |
| Rang  | 526  | 253  | 290  | 198  | 140  | 105  | 96   | 108  | 118  | 53   | 89   | 188  | 108  | 56   | 187  |

Source : (en) « Classements de Mariana Díaz-Oliva », sur le site officiel du WTA Tour

### En double
| Année | 1993 | 1994 | 1995 | 1996 | 1997 | 1998 | 1999 | 2000 | 2001 | 2002 | 2003 | 2004 | 2005 | 2006 |
| Rang  | 227  | 336  | 232  | 235  | 258  | 300  | 228  | 122  | 110  | 241  | 551  | 289  | 443  | 130  |

Source : (en) « Classements de Mariana Díaz-Oliva », sur le site officiel du WTA Tour